# Митино
Митино је насељено место у општини Петрич у области Благоевград, Бугарска. Према попису из 2021. године било је 309 становника.
Према бугарском географу и историчару, Василу Канчову, у Митину је 1900. године живело 200 Словена хришћана. Током двадесетих године 20. века насељене су словенске избеглице из грчке Македоније, касније су се преселиле у село Дрангово.